# Sebastian Jung
Sebastian Alexander Jung (* 22. června 1990, Königstein im Taunus, Západní Německo) je německý fotbalový obránce a reprezentant, od roku 2019 působící v německém klubu Hannover 96.

## Klubová kariéra
V květnu 2014 odešel z klubu Eintracht Frankfurt do VfL Wolfsburg, kde podepsal smlouvu do roku 2018.
Po vypršení jeho smlouvy s Wolfsburgem se v létě 2019 upsal druholigovému Hannoveru.

## Reprezentační kariéra
Sebastian Jung reprezentoval Německo v mládežnických kategoriích U18, U20, U21.
V roce 2012 obdržel poprvé nominační pozvánku do A-mužstva Německa, ale start si nepřipsal.
V A-týmu Německa debutoval až 13. května 2014 v Hamburku pod trenérem Joachimem Löwem v přátelském zápase proti Polsku (remíza 0:0).